# Cody Cooke
Cody Cooke (sinh ngày 2 tháng 3 năm 1993) là một cầu thủ bóng đá người Anh thi đấu cho câu lạc bộ Scotland St Mirren, ở vị trí tiền đạo.

## Sự nghiệp
Sinh ra ở Truro, Cooke bắt đầu sự nghiệp ở bóng đá non-league Anh với Truro City. Sau thời gian ở Học viện V9, Cooke thi đấu chuyên nghiệp vào tháng 6 năm 2018, sau khi ký hợp đồng với câu lạc bộ Scotland St Mirren với Josh Heaton. Anh ra mắt cho St Mirren ngày 13 tháng 7 năm 2018 tại Cúp Liên đoàn bóng đá Scotland.